# 이상의 (축구인)

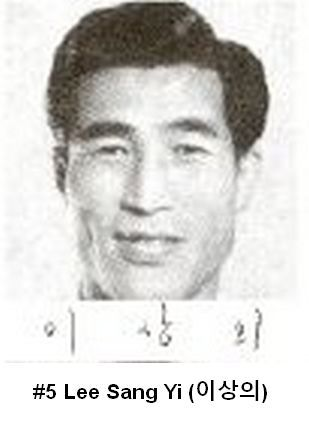

이상의(1922년 ~ ? )은 대한민국의 축구 선수로, 1954년 FIFA 월드컵에 참가했다.